# Planja, Šmohor - Preseško jezero
Planja (nemško Süßenberg) je naselje občine Šmohor - Preseško jezero v okraju Šmohor na Koroškem v Avstriji.